# 奎爾火山
奎爾火山（The Quill /ˈkwɪl/）是位於荷蘭加勒比區聖尤斯特歇斯的成層火山，山頂海拔高度601米（1,972英尺）。它也是荷蘭王國第二高的山峰。“Quill”這個名字來源於荷蘭語kuil（[ˈkœyl]），意思是“坑”或“洞”。1998年荷屬安的列斯群島政府將奎爾火山指定為國家公園。目前它由聖尤斯特歇斯國家公園基金會管理。